# LAPAN-TubSat
LAPAN-Tubsat indonéziai térhatású térképészeti teszt műholdja.

## Küldetés
Tudományos adatszolgáltatásával elősegíteni Indonézia feltérképezését, hogy eredményes mezőgazdasági folyamatok jöjjenek létre, előre jelezni a veszélyek kialakulását, a riasztást.
Tesztelni a műhold és a földi követő-vevő rendszer működőképességét.

## Jellemzői
A programot támogatta az Indiai Űrkutatási Szervezet (ISRO). Tervezte és építését segítette a Berlini Műszaki Egyetem (BME), együttműködve a Lembaga Penerbangan dan Antariksa Nasional (LAPAN). Üzemeltette Indonézia Nemzeti Űrkutatási Szervezete. Társműholdjai a CartoSat–2, SRE-1, Pehuensat voltak.
Megnevezései: LAPAN-Tubsat; COSPAR: 2007- 001A; Kódszáma: 29709.
2007. január 10-én a Sriharikota rakétabázisról LC–11 (LC–Launch Complex) jelű indítóállványról egy PSLV-C7 hordozórakétával állították alacsony Föld körüli pályára (LEO = Low-Earth Orbit). Az orbitális pályája 97,30 perces, 97,92 fokos hajlásszögű, geostacionárius pálya perigeuma 636 kilométer, az apogeuma 640 kilométer volt.
Az indonéziai kormány erőforrás-gazdálkodás, és annak ellenőrzésére műholdat készített. Az űreszköz terep modellező képeivel kiválóan hozzájárult a nemzet természeti kincseinek feltárásához. Kettő kamerája fekete-fehér sztereoszkópikus képeket készít, telemetria rendszerén keresztül (rögzíti) folyamatosan továbbítja a földi vevőállomásokra. Az adatok segítik a mezőgazdasági folyamatokat (termény, talaj), a vízkészlet, az erdészet, az aszály és az árvíz előrejelzését, a térképészet a város tervezést és a tengerpart ellenőrzését teszi lehetővé. Formája hasáb, oldalai 45 x 45 x 27 centiméter, műszereinek súlya 56 kg. Háromtengelyesen stabilizált űreszköz. Az űreszközhöz felületén napelem lapokat rögzítettek (14 W), éjszakai (földárnyék) energia ellátását nikkel–hidrogén akkumulátorok biztosították.
A műholdas földi állomás legfontosabb műszereit, a nagy érzékenységű, szuper kiszajú mikrohullámú erősítőket és a különleges minőségű, számítógéppel is vezérelhető képvevő berendezést magyar mérnökök tervezték és építették meg.
A légkörbe történő belépésének ideje ismeretlen.